# Roczna amplituda temperatury powietrza
Roczna amplituda temperatury powietrza – różnica między średnią temperaturą powietrza atmosferycznego miesiąca najcieplejszego i najchłodniejszego w roku, np. najniższa temperatura -10 stopni, a najwyższa 30 stopni daje 40 stopni Celsjusza różnicy.